# Gayanski tumuli
Gayanski tumuli (korejski: 가야고분군) obuhvaća sedam kompleksa tumula konfederacije Gaya, drevne skupine nekoliko političkih cjelina koje su se razvila u južnom dijelu korejskog poluotoka od 1. stoljeća do kasnog 6. stoljeća.
Godine 2023. sedam kompleksa tumula u Južnoj Koreji (pokrajina Južni Gyeongsang) uvršteno je na UNESCO-ov popis mjesta svjetske baštine u Aziji jer „svojom zemljopisnom rasprostranjenošću, lokacijskim karakteristikama, vrstama ukopa i sadržajem grobnih predmeta, svjedoče o prepoznatljivom političkom sustavu Gaya u kojem su pridružene političke zajednice mogle postojati kao autonomne ravnopravne jedinice, a istovremeno dijeliti kulturne zajedničke značajke”. 
Naime, iako su raspršene i neovisne jedna o drugoj, ove nekropole manifestiraju zajedničke prakse lociranja i izgradnje, što svjedoči o postojanju više jednako moćnih i autonomnih zajednica koje žive pod utjecajem iste kulture. Sva groblja imaju posebnu vrstu grobnih komora obloženih kamenom i ispunjena su prepoznatljivim oblikom keramike, poznatim kao „keramika stila Gaya”. Ostali grobni prilozi, poput željeznog oružja koje odražava slične razine vojne moći i trgovačke robe uvezene i razmijenjene unutar konfederacije Gaya.

## Popis lokaliteta
| UNESCO ID | Korejski naziv         | Jednostavniji naziv              | Lokalitet   | Slika | Bilješka |
| --------- | ---------------------- | -------------------------------- | ----------- | ----- | --- |
| 1666-001  | 대성동 고분군          | Daeseong-dong tumuli             | Gimhae      |       | Brdovito područje blagog nagiba duljine od oko 300 m i visine od 20 m skriva razne vrste Gaya grobnica, uključujući dolmene, jamske grobnice, dodatne komorne grobnice i horizontalne kamene komorne grobnice vladajuće klase od 1. do 5. stoljeća. U njima pronađeni artefakti uključuju keramiku, željezno posuđe, drvo i kineska ogledala. Važan je povijesni izvor jer prikazuje proces promjene u obliku drevnih korejskih grobnica i otkriva kulturnu razmjenu između Koreje, Kine i Japana.                                                                |
| 1666-002  | 말이산 고분군          | Marisan tumuli                   | Haman       |       | Ova skupina od 37 velikih grobnica, za koje se pretpostavlja da su grobnice kraljeva Ara Gaye, nanizane su na vrhu brda. Najveća, grobnica br. 4., ima promjerom humka od 39,3 m i visinu od 9,7 m. Nedavno su istraživanjem grobnice br. 8. potvrđene grobne kosti pet osoba. |
| 1666-003  | 옥전 고분군            | Okjeon tumul                     | Hapcheon    |       | Riječ je o skupini od oko 1000 tumula iz 4. do ranog 6. stoljeća, a među njima je 18 tumula promjera od 20 do 30 metara gusto smještenih na jednom području. Pretpostavlja se da je ovdje pokopana vladajuća klasa Dare, jedne od malih država Gaya. Pronaženi reprezentativni artefakti uključuju metalne ukrase, željezno oružje, oklop i ukrase za konje, a posebno je otkriće ulomak rimske staklene šalice. Ova staklena šalica slična je artefaktima iskopanim iz Sille i Japana te se smatra važnim dokazom Gayine vanjske razmjene i političkog utjecaja. |
| 1666-004  | 지산동 고분군          | Jisan-dong Tumuli                | Goryeong    |       | Skupina od preko 200 velikih i malih Daegaya grobnica. Gornji dio sastoji se od velikih grobnica promjera preko 10 m, srednji sadrži srednje velike grobnice promjera oko 10 m, a donji dio uglavnom je ispunjen malim grobnicama. Vjeruje se da najveća grobnica pripada kralju Geumrima, a velike grobnice ispod nje također se smatraju kraljevskim grobnicama Daegaye, o čemu svjedoče važni artefakti poput željeznog oklopa i pozlaćene brončane krune iz grobnice br. 32.                                                                                  |
| 1666-005  | 송학동 고분군          | Songhak-dong tumuli              | Goseong     |       | Povijesno mjesto s oko 7 tumula gusto zbijenih jedan uz drugi. Među tumulima, za koje se pretpostavlja da su grobnice kraljeva Sogaye, nalazi se i grobnica br. 1, koja je izazvala žustru raspravu između Koreje i Japana jer svojim izgledom podsjeća na japanske grobnice u obliku ključanice, kofuna. |
| 1666-006  | 유곡리와 두락리 고분군 | Yugok-ri i Durak-ri tumuli       | Namwon      |       | Grobnice iz razdoblja Triju kraljevstava na malom brdu između sela Yugok-ri i Durak-ri. To su grobni humci promjera 5-6 m i visine 4 m, a bilo ih je oko 20, ali njihov izvorni oblik uništen je melioracijom i pljačkom grobova. |
| 1666-007  | 교동과 송현동 고분군   | Gyo-dong i Songhyeon-dong Tumuli | Changnyeong |       | Riječ je o velikoj skupini drevnih grobnica široko rasprostranjenih oko Changnyeonga. Potvrđeno ih je oko 150, a na temelju iskopanih artefakata i strukturnih aspekata vjeruje se da skupina drevnih grobnica datira iz 5. do 6. stoljeća i pripada Bisabeolu, jednoj od dvanaest država Jinhana u Samguk Sagi (Povijest Triju Kraljevstava) |